# رابین دوک
رابین دوک (انگلیسی: Robin Duke؛ زادهٔ ۱۳ مارس ۱۹۵۴) بازیگر، کمدین اهل کانادا است. وی از سال ۱۹۷۶ میلادی تاکنون مشغول فعالیت بوده‌است.
از فیلم‌ها یا برنامه‌های تلویزیونی که وی در آن نقش داشته‌است می‌توان به روز دوم ماه فوریه، کثرت، باشگاه بهشت، تلویزیون شهر دوم، مرد در جستجوی زن، استوارت خانواده‌اش را نجات می‌دهد و موتوراما اشاره کرد.